# Acrossocheilus
Acrossocheilus és un gènere de peixos de la família dels ciprínids i de l'ordre dels cipriniformes.

## Taxonomia
- Acrossocheilus aluoiensis (Nguyen, 1997)[2]
- Acrossocheilus baolacensis (Nguyen, 2001)[3]
- Acrossocheilus beijiangensis (Wu & Lin, 1977)[4]
- Acrossocheilus clivosius (Lin, 1935)[5]
- Acrossocheilus fasciatus (Steindachner, 1892)[6]
- Acrossocheilus formosanus (Regan, 1908)[7]
- Acrossocheilus hemispinus (Nichols, 1925)[8]
- Acrossocheilus iridescens (Nichols & Pope, 1927)[9]
- Acrossocheilus jishouensis (Zhao, Chen & Li, 1997)[10]
- Acrossocheilus kreyenbergii (Regan, 1908)[11]
- Acrossocheilus labiatus (Regan, 1908)[12]
- Acrossocheilus lamus (Mai, 1978)[13][14]
- Acrossocheilus longipinnis (Wu, 1939)[15]
- Acrossocheilus macrophthalmus (Nguyen, 2001)[16]
- Acrossocheilus malacopterus (Zhang, 2005)[17]
- Acrossocheilus monticola (Günther, 1888)[18][19]
- Acrossocheilus paradoxus (Günther, 1868)[20]
- Acrossocheilus parallens (Nichols, 1931)[21]
- Acrossocheilus rendahli (Lin, 1931)[22]
- Acrossocheilus spinifer (Yuan, Wu & Zhang, 2006)[23]
- Acrossocheilus stenotaeniatus (Chu & Cui a Chu & Chen, 1989)[24]
- Acrossocheilus wenchowensis (Wang, 1935)[25]
- Acrossocheilus xamensis (Kottelat, 2000)[26]
- Acrossocheilus yalyensis (Nguyen, 2001)[27]
- Acrossocheilus yunnanensis (Regan, 1904)[28][29][30][31][32][33][34][35][36]